# Европско првенство у фудбалу 1992.
Европско првенство у фудбалу 1992. је било 9. по реду европско фудбалско првенство за мушкарце, које је одржано од 10. јуна до 26. јуна 1992. у Шведској.
Први пут је првенство одржано у једној нордијској земљи и на Скандинавском полуострву. Шведска је претходно организовала Светско првенство 1958.
Ово је било последње првенство са 8 учесника, јер је од следећег 1996. број екипа повећан на 16.
Титулу европских првака је понела Данска, која је у финалу савладала Немачку 2:0. Данска је на првенство стигла као замена СФР Југославији, која је дисквалификована због санкција Уједињених нација. Ово је био и први трофеј за једну нордијску земљу. 
Најбољи стрелци били су Карл-Хајнц Ридле, Хенрик Ларсен, Томас Бролин и Денис Бергкамп са 3 постигнута гола.

## Избор домаћина
16. децембра 1988. године, Шведска је изабрана поред Шпаније да организује првенство, након што је извршни комитет УЕФЕ донео одлуку о домаћину. Шпанија је била у губитку због тога што су били домаћини изложбе Експоа 1992., као и летњих Олимпијских игара 1992. године.

## Квалификације
Седам репрезентација је морало да избори место за завршни турнир, док се репрезентација Шведске квалификовала директно као домаћин. Репрезентација Совјетског Савеза се квалификовала пре него што се савез распао, па су на првенству наступили као Заједница независних држава, пре него што су бивше Совјетске републике формирале своје репрезентације. Репрезентација ЗНД се састојала од следећих бивших Совјетских република: Русија, Украјина, Белорусија, Казахстан, Узбекистан, Туркменистан, Киргистан, Јерменија,  Азербејџан, Молдавија и Таџикистан. Четири од 15 република нису учествовале као део ЗНД: Естонија, Летонија и Литванија нису послале своје играче, док Грузија није била чланица ЗНД у то време.
Првобитно се репрезентација Југославије квалификовала за првенство и требала је да наступи као СР Југославија, међутим због рата у Југославији, репрезентација бива дисквалификована, па је Данска која је у квалификациони групи завршила као другопласирана заменила Југославију, те игром случаја освојила првенство.

### Квалификоване репрезентације
5 од 8 земаља које су се квалификовале за првенство 1988. године, квалификовале су се и за првенство 1992. године.
Француска се квалификовала након прескакања првенства 1988, док су Шведска (домаћин) и Шкотска наступиле по први пут на првенству.
| Репрезентација | Квалификована као      | Датум пласмана на ЕП | Претходни наступи1, 2                 |
| -------------- | ---------------------- | -------------------- | ------------------------------------- |
| Шведска        | домаћин                | 16. децембар 1988.   | 0 (дебитант)                          |
| Француска      | победник групе 1       | 12. октобар 1991.    | 2 (1960, 1984)                        |
| Енглеска       | победник групе 7       | 13. новембар 1991.   | 3 (1968, 1980, 1988)                  |
| ЗНД3           | победник групе 3       | 13. новембар 1991.   | 5 (19604, 19644, 19684, 19724, 19884) |
| Шкотска        | победник групе 2       | 13. новембар 1991.   | 0 (дебитант)                          |
| Немачка        | победник групе 5       | 20. новембар 1991.   | 5 (19725, 19765, 19805, 19845, 19885) |
| Холандија      | победник групе 6       | 4. децембар 1991.    | 3 (1976, 1980, 1988)                  |
| Данска6        | другопласирани групе 4 | 31. мај 1992.        | 3 (1964, 1984, 1988)                  |

 Напомене:
1 Подебљана година означава првака у тој години
2 Коса година означава домаћина у тој години
3 Заменила Совјетски Савез
4 као Совјетски Савез
5 као Западна Немачка
6 Заменила СР Југославију, након што је СР Југославија избачена са турнира због санкција.

## Стадиони
Европско првенство 1992. се играло на четири стадиона у четири градова земље домаћина.
| ГетеборгСтокхолмМалмеНорћепинг | Гетеборг          | Стокхолм          |
| ------------------------------ | ----------------- | ----------------- |
| ГетеборгСтокхолмМалмеНорћепинг | Стадион Улеви     | Стадион Росунда   |
| ГетеборгСтокхолмМалмеНорћепинг | Капацитет: 44.000 | Капацитет: 40.000 |
| ГетеборгСтокхолмМалмеНорћепинг |                   |                   |
| ГетеборгСтокхолмМалмеНорћепинг | Малме             | Норћепинг         |
| ГетеборгСтокхолмМалмеНорћепинг | Стадион Малме     | Идротспаркен      |
| ГетеборгСтокхолмМалмеНорћепинг | Капацитет: 30.000 | Капацитет: 23.000 |
| ГетеборгСтокхолмМалмеНорћепинг |                   |                   |

## Такмичење по групама
| Група 1 Група 2 |

### Група 1
|    | Табела групе А | И | П | Н | И | ДГ | ПГ | ГР | Бод. |
| -- | -------------- | - | - | - | - | -- | -- | -- | ---- |
| 1. | Шведска        | 3 | 2 | 1 | 0 | 4  | 2  | +2 | 5    |
| 2. | Данска         | 3 | 1 | 1 | 1 | 2  | 2  | 0  | 3    |
| 3. | Француска      | 3 | 0 | 2 | 1 | 2  | 3  | -1 | 2    |
| 4. | Енглеска       | 3 | 0 | 2 | 1 | 1  | 2  | -1 | 2    |

| Шведска     | 1:1    | Француска |
| ----------- | ------ | --------- |
| Ериксон 24’ | Детаљи | Папен 58’ |

| Данска | 0:0    | Енглеска |
| ------ | ------ | -------- |
|        | Детаљи |          |

| Француска | 0:0    | Енглеска |
| --------- | ------ | -------- |
|           | Детаљи |          |

| Шведска    | 1:0    | Данска |
| ---------- | ------ | ------ |
| Бролин 58’ | Детаљи |        |

| Шведска                  | 2:1    | Енглеска |
| ------------------------ | ------ | -------- |
| Ериксон 51’ · Бролин 82’ | Детаљи | Плат 4’  |

| Француска | 1:2    | Данска                  |
| --------- | ------ | ----------------------- |
| Папен 60’ | Детаљи | Ларсен 8’ · Елструп 78’ |

### Група 2
|    | Табела групе Б | И | П | Н | И | ДГ | ПГ | ГР | Бод. |
| -- | -------------- | - | - | - | - | -- | -- | -- | ---- |
| 1. | Холандија      | 3 | 2 | 1 | 0 | 4  | 1  | +3 | 5    |
| 2. | Немачка        | 3 | 1 | 1 | 1 | 4  | 4  | 0  | 3    |
| 3. | Шкотска        | 3 | 1 | 0 | 2 | 3  | 3  | 0  | 2    |
| 4. | ЗНД            | 3 | 0 | 2 | 1 | 1  | 4  | -3 | 2    |

| Холандија    | 1:0    | Шкотска |
| ------------ | ------ | ------- |
| Бергкамп 75’ | Детаљи |         |

| ЗНД                    | 1:1    | Немачка    |
| ---------------------- | ------ | ---------- |
| Доброволски 64’ (пен.) | Детаљи | Хеслер 90’ |

| Шкотска | 0:2    | Немачка                  |
| ------- | ------ | ------------------------ |
|         | Детаљи | Ридле 29’ · Ефенберг 47’ |

| Холандија | 0:0    | ЗНД |
| --------- | ------ | --- |
|           | Детаљи |     |

| Холандија                              | 3:1    | Немачка      |
| -------------------------------------- | ------ | ------------ |
| Рајкард 4’ · Витсге 15’ · Бергкамп 72’ | Детаљи | Клинсман 53’ |

| Шкотска                                         | 3:0    | ЗНД |
| ----------------------------------------------- | ------ | --- |
| Макстеј 7’ · Маклер 16’ · Макалистер 84’ (пен.) | Детаљи |     |

## Елиминациона фаза
|  | Полуфинале         | Полуфинале |   |  | Финале             | Финале |  |
|  |                    |            |   |  |                    |        |  |
|  | 21. јун - Стокхолм |            |   |  |                    |        |  |
|  | Шведска            | 2          |   |  |                    |        |  |
|  | Немачка            | 3          |   |  |                    |        |  |
|  |                    |            |   |  |                    |        |  |
|  |                    |            |   |  | 26. јун - Стокхолм |        |  |
|  |                    |            |   |  | Немачка            | 0      |  |
|  |                    | Данска     | 2 |  |                    |        |  |
|  |                    |            |   |  |                    |        |  |
|  |                    |            |   |  |                    |        |  |
|  |                    |            |   |  |                    |        |  |
|  | 22. јун - Гетеборг |            |   |  |                    |        |  |
|  | Холандија          | 2 (4)      |   |  |                    |        |  |
|  | Данска             | 2 (5)      |   |  |                    |        |  |

### Полуфинале
| Шведска                          | 2:3    | Немачка                     |
| -------------------------------- | ------ | --------------------------- |
| Бролин 64’ (пен.) · Андерсон 89’ | Детаљи | Хеслер 11’ · Ридле 59’, 88’ |

| Холандија                                        | 2:2 (про) | Данска                                           |
| ------------------------------------------------ | --------- | ------------------------------------------------ |
| Бергкамп 23’ · Рајкард 86’                       | Детаљи    | Ларсен 5’, 33’                                   |
| Пенали                                           |           |                                                  |
| Куман · ван Бастен · Бергкамп · Рајкард · Витсге | 4:5       | Ларсен · Поулсен · Елструп · Вилфорт · Кристофте |

### Финале
| Данска                   | 2:0    | Немачка |
| ------------------------ | ------ | ------- |
| Јенсен 18’ · Вилфорт 78’ | Детаљи |         |

| Победник Европског првенства у фудбалу 1992. |
| Данска Прва титула                           |

## Коначни пласман учесника
| Поз                        | Тим       | Г | ИГ | П | Н | И | ГД | ГП | ГР | Бод. |
| -------------------------- | --------- | - | -- | - | - | - | -- | -- | -- | ---- |
| Финале                     |           |   |    |   |   |   |    |    |    |      |
| 1                          | Данска    | 1 | 5  | 2 | 2 | 1 | 6  | 4  | +2 | 6    |
| 2                          | Немачка   | 2 | 5  | 2 | 1 | 2 | 7  | 8  | -1 | 5    |
| Елиминисани у полуфиналу   |           |   |    |   |   |   |    |    |    |      |
| 3                          | Холандија | 2 | 4  | 2 | 2 | 0 | 6  | 3  | +3 | 6    |
| 4                          | Шведска   | 1 | 4  | 2 | 1 | 1 | 6  | 5  | +1 | 5    |
| Елиминисани у групној фази |           |   |    |   |   |   |    |    |    |      |
| 5                          | Шкотска   | 2 | 3  | 1 | 0 | 2 | 3  | 3  | 0  | 2    |
| 6                          | Француска | 1 | 3  | 0 | 2 | 1 | 2  | 3  | -1 | 2    |
| 7                          | Енглеска  | 1 | 3  | 0 | 2 | 1 | 1  | 2  | -1 | 2    |
| 8                          | ЗНД       | 2 | 3  | 0 | 2 | 1 | 1  | 4  | -3 | 2    |